# Der Stromer
Der Stromer. 21 Erzählungen aus Irland ist eine 1975 in der Büchergilde Gutenberg erschienene Kurzgeschichten-Sammlung von Liam O’Flaherty.

## Inhalt

### Ein Schilling (A Shilling)
Drei alte verlebte beieinanderstehende Männer gieren jeder still für sich nach einem unerreichbar auf dem Deck einer Yacht herumliegenden Schilling. Der körperlich beweglichste von den dreien ist auch geistig noch am beweglichsten und bittet einen auf dem Schiff Bediensteten, ihm, dem angeblichen Eigentümer des Geldstücks, den Schilling hinauf auf den Hafendamm zu werfen. Voller Neid und Wut schauen die lethargischen Alten ihrem cleveren, nun dem Pub zustrebenden Konkurrenten hinterher. Die Übersetzerin und Herausgeberin der Sammlung, Elisabeth Schnack, sieht in der Geschichte eine Ironisierung der landestypischen „Prahlsucht und Verschmitztheit“.

### Schönheit (Beauty)
Ein Mann, im Begriff in einer Sommernacht bei einer Baumgruppe seine Verlobte mit einer flüchtigen Bekanntschaft zu betrügen, ist plötzlich von der Schönheit eines Baumes überwältigt. Er stößt seine Begleiterin, deren Begierde gewachsen ist, grob von sich und umarmt und küsst stattdessen den menschlich anmutenden Baum.

### Die Landung (The Landing)
Als ein Sturm heraufzieht und die Naturgewalt Schlimmes erahnen lässt, beobachten die Männer und Frauen des Dorfes von der Küste aus die dramatische Rückkehr des einzigen auf See befindlichen Fischerbootes.

### Der rote Rock (The Red Petticoat)
Eine Witwe auf der Insel Inverara legt eine Krämerin herein, um kostenlos an Lebensmittel für sich und ihre hungernden vier Kinder zu kommen.

### Der Sünder (The Sinner)
Eine Gelehrtentochter verprügelt, angespornt von ihrer Magd, mit dem Golfschläger ihren untreuen Ehemann, der sie nur des Geldes und der gesellschaftlichen Stellung wegen geheiratet hatte. Religiöses Reueempfinden mit einem Anflug von sadomasochistischer Lust lassen die beiden zueinanderfinden.

### Der Heckenschütze (The Sniper)
Im irischen Bürgerkrieg beschießt sich ein Brüderpaar unwissentlich gegenseitig. Oder wie Hans-Christian Oeser es ausdrückt: „Der Titelfigur steht ein anderer, feindlicher Heckenschütze gegenüber, der ihm – in Askese, Fanatismus und Schießwütigkeit – aufs Haar gleicht.“

### Der Aufbruch (Going into Exile)
Eine Familie gibt eine Abschiedsfeier für das ganze Dorf, da die beiden ältesten Kinder von Inverara in die USA auswandern. Botho Kämpfer, Herausgeber einer DDR-Ausgabe, meinte: „Ähnlich wie im Roman Famine protestiert der Autor hier gegen eine Politik, die Irlands Menschen entweder zur Armut verurteilt oder sie einem ungewissen Leben in fremden Ländern preisgibt.“

### Der Brief (The Letter)
Eine auf ihrem Acker arbeitende Familie bekommt einen Brief von der ausgewanderten Tochter zugestellt. Darin befindet sich ein Scheck, aber die Begleitworte lassen die Familienmitglieder Böses erahnen. Das Thema Prostitution aus ökonomischem Zwang klingt hier an.

### Ein Topf voll Gold (A Pot of Gold)
Ein Steinmetz führt einen Bauern mitsamt zweier Knechte des Nachts bei einer fingierten Schatzsuche in den Mount Simon. Der Bauer hatte eine Flasche Whiskey mitbringen sollen, an der sich der Steinmetz, während er Anweisungen gibt, gütlich tut und mit der er im passenden Moment unbemerkt verschwindet. In der schwankhaften Geschichte ist ein Seitenhieb auf Aberglaube und Geldgier unverkennbar.

### Hand in Hand (Milking Time)
Ein frisch vermähltes Paar ist beim ersten gemeinsamen Melken und malt sich die Zukunft aus, wobei beiden intuitiv klar ist, dass ihnen eine harte Zeit bevorsteht.

### In der Post (The Post Office)
Der ohnehin behäbig arbeitende Postmeister diskutiert im Beisein vieler Wartender mit drei ausländischen Touristen über das Versenden eines Telegramms. Das Übermitteln gelingt ihm dann auch nicht. Bis eine Touristin die Sache in die Hand nimmt und sich alles in Wohlgefallen auflöst, herrscht ein rauer Ton. Die überdrehte Geschichte erinnert an eine Posse.

### Gotteskind (The Child of God)
In ihren „besonders“ erscheinenden spätgeborenen Sohn investiert ein Bauernehepaar viel, um ihm eine Priester-Ausbildung zu ermöglichen, doch er bricht diese ab und lässt lange Zeit nichts von sich hören. Als er heimkehrt, hegt die Mutter die Hoffnung, er werde eine Büroarbeit in der Stadt annehmen, während der Vater auf die Übernahme seines Hofes hofft. Der Sohn sieht sich allerdings als Künstler; er will das Wesenseigene seiner Heimat in Bildern festhalten. Ein halbes Jahr später muss er fliehen, weil er eine pietätlose Szenerie mitverschuldet und auf Papier festgehalten hat.

### Der Stromer (The Tramp)
Ein ehemaliger Priesterschüler und nunmehriger Landstreicher hat in einem Armenhaus genächtigt. Am nächsten Morgen kommt er mit zwei Bewohnern der Einrichtung ins Gespräch. Einer davon ist in ähnlichem Maße gebildet wie er, weshalb er ihn animiert, seine Passivität aufzugeben und mitzuwandern. Der Angesprochene ist trotz aufblitzender Geneigtheit zu keiner spontanen Entscheidung fähig. Der autobiografische Bezug ist hier besonders groß, denn O’Flaherty war Priesteramtskandidat und zeitweilig auch durchs Land ziehender Gelegenheitsarbeiter. Darüberhinausgehend vermittelt die Geschichte, laut Schnack, „etwas von dem eigenartigen Drang […], der so viele Iren über Sommer auf die Landstraßen zog, wo sie bedürfnislos, aber nur scheinbar unstet durch Moor und Heide ziehen.“

### Der Zweikampf (The Struggle)
Beim Streit um eine Whiskeyflasche werden zwei betrunkene Burschen während einer Bootsfahrt handgreiflich. Am Ende treibt das gekenterte Boot in der ruhigen See. Der Verbleib der übereinander Hergefallenen bleibt unausgesprochen. Der Text ist ein Beispiel „für eine typisch irische Romantisierung der Trunksucht“.

### Arme Leute (Poor People)
Der schwächelnde einzige Sohn eines schwer unter der Armut leidenden Ehepaars stirbt unter Anteilnahme der Dorfbevölkerung, während der kaum von einer Influenza genesene Vater sorgenvoll seine bäuerlichen Arbeiten verrichtet.

### Der Lebensretter (The Old Hunter)
Für einen Pferdehändler, der die Auktion verpasst hat, ist nur noch ein alter Gaul übrig. Bei einer Fuchsjagd zeigt sich das Tier agil, wirft seinen Herrn allerdings ab, und bei einem Ritt am Strand werden Ross und Reiter von einer Welle erfasst, was eine spektakuläre Schwimmeinlage des Pferdes nach sich zieht. Beides macht das Pferd in der Gegend berühmt, aber eben auch berüchtigt, sodass kein Verkauf zustande kommt. Es passt aber optisch zum ausgemergelten Dauerpatienten Mr. Edwards, der es nach einem Proberitt kauft und nach regelmäßigen Ausritten eine Wunderheilung erfährt. Schnack bezeichnet die Gestaltungsform als „verstohlenen Humor“.

### Der gestohlene Esel (The Stolen Ass)
Ein angeklagter Kesselflicker erzählt dem Gericht, wie es zu einem Esel-Wirrwarr gekommen sei. Der Richter zieht den Schluss, dass der Kesselflicker wohl nie einen eigenen Esel besessen hat, und verurteilt ihn. „Unbeschwert und heiter wirkt der Schwank […], in dem der rednerischen Begabung und dem Mutterwitz der Iren ein humoristisches Denkmal gesetzt wird“, schreibt Kämpfer.

### Das Zelt (The Tent)
Bei Wind und Hagel kommt ein Schutzsuchender im Zelt eines Kesselflickers und dessen zwei Begleiterinnen unter. Nachdem der Whiskey des Gastes und der Kaninchenbraten des Kesselflickers verkostet wurden, bändelt der Gast mit einer der Frauen an, woraufhin der Kesselflicker den Nebenbuhler verprügelt und verjagt. Kämpfer befindet: „Nicht der Kesselflicker mit seinen beiden Frauen erscheint als unmoralisch, sondern der Gast, der es wagt, diese ‚Familie‘ aus ihrer Harmonie zu bringen.“

### Der Flötenspieler (The Flute-Player)
Ein begnadeter Flötenspieler versucht bis zur Selbstaufgabe vergeblich, mit seinem Flötenspiel die Liebesgunst der Wirtsgattin einer Bergschänke zu erobern.

### Die alte Frau (The Old Woman)
Eine Greisin mit übersteigertem Gottvertrauen trägt beständig ihr Totenhemd in einem Brustbeutel mit sich herum und lässt es von der Nachbarin alle paar Monate nach Mottenfraß überprüfen und aufbügeln.

### Die seltsame Krankheit (The Strange Disease)
Von einer furchtbaren Krankheit wird sich erzählt, die einen jungen kräftigen Mann plötzlich befallen habe. Ein Vikar wird in das entlegene und verrufene Dorf geschickt. Als der Kranke ihm die Ursache seines Befindens offenbart, jagt der Vikar ihn mit der Peitsche durchs Dorf und weit hinaus. Während die Dorfbewohner Gott loben, weil der Kranke offenbar wieder zu Kräften gekommen ist, verflucht der Vikar den Teufel und „diese degradierende Liebe“. – Ein „gutmütiger Spott“ in Richtung Verliebter.

## Buchausgaben
In dieser von der Büchergilde Gutenberg 1975 herausgegebenen Anthologie, die nur ihre Mitglieder erwerben konnten, sind 21 Kurzgeschichten vertreten, von denen Elisabeth Schnack 10 erstmals übersetzt hatte. Den dafür gewählten Buchtitel Der Stromer (Titel einer der Kurzgeschichten) hatte sie bereits 1965 für ihre in Reclams Universal-Bibliothek (als Nr. 8969) veröffentlichte Ausgabe verwendet. Auch fünf ihrer Erstübersetzungen waren schon 1971, und zwar in der DDR-Ausgabe des Reclam-Verlags, gedruckt worden: Der Heckenschütze, Der Aufbruch, Die Landung, Der Sünder sowie die dort zum Obertitel erkorene Geschichte Ein Topf voll Gold. Die weiteren Erstübersetzungen: Ein Schilling, Schönheit, Der Brief, Hand in Hand und Gotteskind.
Neben der Normalausgabe erschien eine Vorzugsausgabe von 250 Exemplaren, die nummeriert, signiert und mit einer Originalradierung der Illustratorin Gertrude Degenhardt ausgestattet sind. Die Geschichten wurden von ihr mit 41 reproduzierten Schwarzweißradierungen in unterschiedlicher Größe sowie mit 8 ganzseitigen Farbradierungen versehen. Degenhardt habe es, wird im Buch erläutert, „[d]ie irische Atmosphäre mit ihrer bizarren Landschaft und ihren unvergleichlichen Sonderlingen“ angetan. Ihre von mehreren Aufenthalten mitgebrachten Zeichnungen und Kaltnadelradierungen zeugen von tiefem Einfühlungsvermögen in die irische Seele und intensiver Auseinandersetzung mit dem Werk Liam O’Flahertys. Den „greisen, aber immer noch vitalen“ Autor skizzierte sie während eines Gesprächs im Lunch-Room eines Dubliner Hotels. Die Skizze ergänzt das Inhaltsverzeichnis.

## Rezeption
„Es ist die wohl schönste Buchausgabe mit Erzählungen eines der bedeutendsten irischen Erzähler des vergangenen Jahrhunderts, die bislang gedruckt wurde“, heißt es in einer Online-Rezension.
Allgemeine Bemerkungen zu den Kurzgeschichten beziehen sich auf die Erlebniswelt des Autors, seinen Erzählstil und den historischen und literarischen Wert seiner Werke.
So weisen Elisabeth Schnack und Botho Kämpfer darauf hin, dass der eigene Erfahrungsschatz, vor allem das entbehrungsreiche Leben der unteren sozialen Schichten Irlands auf den Aran-Inseln, denen er sich aufgrund eigener Herkunft verbunden fühlte, Stoff für die Geschichten lieferte. Harald Raykowski fasste in einer zweisprachigen Irish-Writers-Anthologie zusammen: „Seine Kurzgeschichten, die häufig das ländliche Leben der Arans zum Gegenstand haben, zeichnen sich durch genaue, unsentimentale Naturbeobachtung aus.“
Kämpfer und Schnack dehnen ihre Stilbetrachtungen aus: Kämpfer findet, O’Flaherty verbinde eine „minutiöse Detailbeobachtung und -schilderung stets mit dem sicheren Erfassen des Wesentlichen, Charakteristischen eines Handlungsablaufs oder Bewußtseinsvorgangs.“ (Bei Hans-Christian Oeser, der nur auf den Heckenschützen eingeht, ist von „Leidenschaftslosigkeit der detaillierten Beobachtung“ die Rede.) Schnack schreibt: „Das alles finden wir in O’Flahertys Erzählungen wieder: die Zartheit und die Heftigkeit, ein verstecktes Pathos und einen scheinbar kühlen Realismus, einen oft skurrilen Humor und ein (nie sentimentales) Mitgefühl mit den Armen, Unterdrückten und Erniedrigten.“
Kämpfer kommt zu dem Schluss, dass es sich um „ganz in der volkstümlichen irischen Erzähltradition verwurzelte Kurzgeschichten“ handelt. Rolf Breuer geht in seinem interdisziplinären Irland-Buch auf die geschichtliche Dimension ein: „Abgesehen von ihrer künstlerischen Bedeutung sind seine Geschichten ausgezeichnete Dokumente des sich langsam wandelnden Lebens der Kleinbauern im Westen Irlands.“